# Belfort (krets)
Belfort är en krets i distriktet Albula i den schweiziska kantonen Graubünden. Den bildades 1851 och motsvarar ett tidigare tingslag med samma namn som uppkallats efter en medeltida borg i Brienz. Belfort anslöt sig 1436 till det då bildade förbundet Zehngerichtenbund, och kom därmed att dela historia med det nuvarande Graubünden.
Schmitten bebyggdes av walsertyskar under senmedeltiden, och har sedan dess varit tyskspråkigt. I övrigt har den surmeiriska dialekten av rätoromanska varit helt dominerande fram till 1900-talet men har nu gått kraftigt tillbaka i alla kommuner, till förmån för tyska. Kyrkorna i kretsen är katolska.

## Indelning
Belfort är indelat i 5 kommuner:
| Vapen            | Kommun           | Invånare 2012-12-31 | Yta i km² |
| ---------------- | ---------------- | ------------------- | --------- |
| Alvaneu          | Alvaneu          | 406                 | 35,63     |
| Brienz/Brinzauls | Brienz/Brinzauls | 128                 | 13,37     |
| Lantsch/Lenz     | Lantsch/Lenz     | 543                 | 21,81     |
| Schmitten        | Schmitten        | 249                 | 11,35     |
| Surava           | Surava           | 200                 | 6,68      |